# Belle-Isle-en-Terre
Belle-Isle-en-Terre (Bretons: Benac'h) is een gemeente in het Franse departement Côtes-d'Armor, in de regio Bretagne. De plaats maakt deel uit van het arrondissement Guingamp. Belle-Isle-en-Terre telde op 1 januari 2022 1.031 inwoners.
Het dorp ligt langs de N12/E50 tussen Guingamp en Morlaix.

## Geografie
De oppervlakte van Belle-Isle-en-Terre bedroeg op 1 januari 2022 14,11 vierkante kilometer; de bevolkingsdichtheid was toen 73,1 inwoners per km².
De onderstaande kaart toont de ligging van Belle-Isle-en-Terre met de belangrijkste infrastructuur en aangrenzende gemeenten.

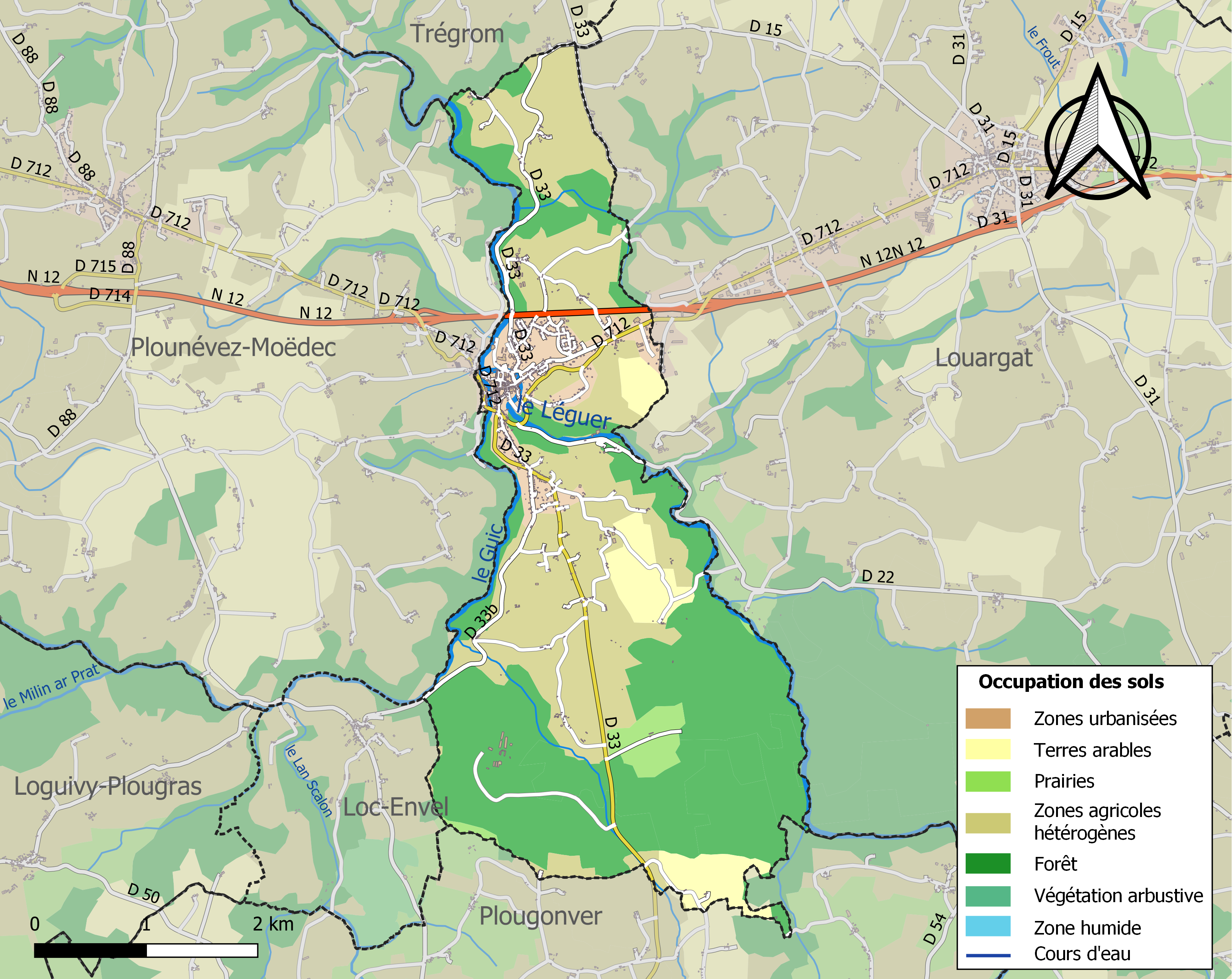

## Demografie
Onderstaande figuur toont het verloop van het inwonertal (bron: INSEE-tellingen).